# Magurka (Magura Spiska)
Magurka (słow. Magurka, 1193 m) – szczyt na Słowacji  w grani głównej Magury Spiskiej. Znajduje się w tej grani pomiędzy szczytem Priehrštie (1209 m) a Słodyczowskim Wierchem (Slodičovský vrch, 1167 m). Ma dość wyróżniający się w grani i całkowicie zalesiony wierzchołek, który jest zwornikiem dla dwóch bocznych grzbietów. W północno-wschodnim kierunku odchodzi od niego grzbiet opadający do Wielkiej Frankowej. Wyróżniają się w nim wierzchołki: Solisko (1123 m) i Poľana (974 m). Grzbiet ten oddziela dolinę Frankowskiego Potoku od doliny dopływu Osturniańskiego Potoku.  W północnym kierunku do Doliny Zdziarskiej odchodzi krótszy grzbiet, który tworzy zachodnie obramowanie dla Doliny Młynarskiej.
Wierzchołek Magurki jest całkowicie zalesiony, ale po jego wschodniej stronie  znajdują się duże polany, z których roztaczają się szerokie widoki. Magurka jest ważnym skrzyżowaniem kilku szlaków turystycznych (tzw. rozdroże pod Magurką). Wszystkie one omijają zalesiony jej wierzchołek, trawersując go po południowej i wschodniej stronie. 

## Szlaki turystyczne
– głównym grzbietem biegnie szlak turystyki pieszej i rowerowej, odcinek z Średnicy w Zdziarze do Przełęczy Magurskiej. Czas przejścia 6.15 h
  – czerwony turystyki pieszej i narciarskiej z Zdziaru przez Magurkę i jej północno-wschodni grzbiet do Wielkiej Frankowej. 2.45 h, ↓ 3.15 h
 – żółty turystyki pieszej  z Osturni obok Osturniańskiego Jeziora do rozdroża pod Magurką. 2 h, ↓ 1.35 h